# Bernd Capeletti

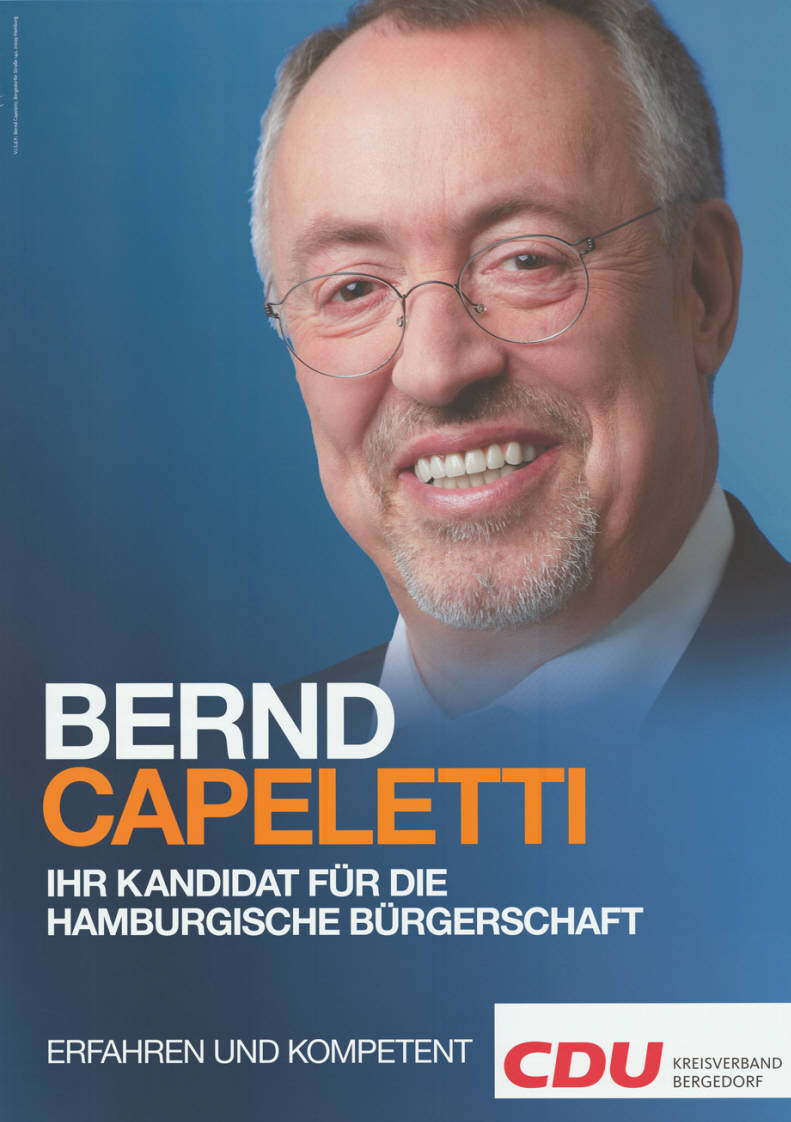
Bernd Capeletti auf einem Wahlplakat aus der Bürgerschaftswahl 2011

Bernd Capeletti (* 26. Juni 1950 in Hamburg) ist ein Hamburger Politiker (CDU).

## Leben
Bernd Capeletti besuchte zunächst die Handelsschule in Hamburg-Bergedorf und machte eine Ausbildung bei der Deutschen Bundespost. Im Anschluss absolvierte er ein Abendstudium der Betriebswirtschaft und war später als Geschäftsstellenleiter der „Deutschen Olivetti GmbH“ tätig. Seit 1987 ist er geschäftsführender Gesellschafter des IT-Unternehmens „C&P Capeletti & Perl GmbH“. Er ist verheiratet und hat zwei Kinder.

## Politik
Capeletti trat 1974 in die CDU ein. Er ist Ortsvorsitzender der CDU Vier- und Marschlande und war bis Mai 2006 Bezirksabgeordneter der Bezirksversammlung Bergedorf.
Von Mai 2006 bis Februar 2011 war er Mitglied der Bürgerschaft der Freien und Hansestadt Hamburg. Im Februar 2008 konnte er bei der Bürgerschaftswahl über den Wahlkreis Bergedorf wieder ins Parlament einziehen. Seit 2006 war er Mitglied des Kulturausschusses (seit 2008 erweitert in Kultur-, Kreativwirtschafts- und Tourismusausschuss) und seit 2008 neu im Wirtschaftsausschuss sowie Fachsprecher für Wirtschaft und Landwirtschaft seiner Fraktion. Seit 2019 ist er wieder Mitglied der Bezirksversammlung Bergedorf.